# Metal Masters Tour 2024
Metal Masters European Tour (Metal Masters Tour 2024) bylo společné koncertní turné britských metalových skupin Judas Priest a Saxon, a britské rockové skupiny Uriah Heep, které se konalo od března do dubna 2024 po velkých stadionech a areálech po Evropě. Turné bylo oznámeno Judas Priest na jejich stránkách 20. května 2023.
V říjnu 2023 Judas Priest na svých stránkách oznámili, že vydá nové album s názvem Invincible Shield, které by mělo vyjít 8. března 2024 a toto a následující světové turné budou sloužit na podporu alba.
V listopadu 2023 Saxon oznámili, že vydají nové album s názvem Hell, Fire and Damnation, které vyjde 19. ledna 2024.
Toto bylo zahřívací turné skupiny po Evropě před světovým turné Invincible Shield Tour na podporu nového alba. To stejné udělali v prosinci 1983, kdy jeli zahřívací turné po Evropě před světovým turné Metal Conqueror Tour na podporu alba Defenders of the Faith.

## Předskokani

### Speciální hosté
- Uriah Heep (24. března – 3. dubna)
- Saxon (24.–25. března, 29. března – 8. dubna)
- Phil Campbell and the Bastard Sons (6. dubna)

## Seznam koncertů
| Datum           | Město       | Stát      | Místo                            |
| Evropa          | Evropa      | Evropa    | Evropa                           |
| --------------- | ----------- | --------- | -------------------------------- |
| 11. března 2024 | Glasgow     | Skotsko   | OVO Hydro                        |
| 13. března 2024 | Leeds       | Anglie    | First Direct Arena               |
| 15. března 2024 | Dublin      | Irsko     | 3Arena                           |
| 17. března 2024 | Bournemouth | Anglie    | Bournemouth International Centre |
| 19. března 2024 | Birmingham  | Anglie    | Resorts World Arena              |
| 21. března 2024 | Londýn      | Anglie    | OVO Arena Wembley                |
| 24. března 2024 | Frankfurt   | Německo   | Festhalle Frankfurt              |
| 25. března 2024 | Mnichov     | Německo   | Olympiahalle                     |
| 27. března 2024 | Dortmund    | Německo   | Westfalenhallen                  |
| 29. března 2024 | Praha       | Česko     | O2 arena                         |
| 30. března 2024 | Krakow      | Polsko    | Tauron Arena                     |
| 1. dubna 2024   | Vídeň       | Rakousko  | Wiener Stadthalle                |
| 3. dubna 2024   | Basilej     | Švýcarsko | St. Jakobshalle                  |
| 5. dubna 2024   | Lyon        | Francie   | Hala Tony Garnier                |
| 6. dubna 2024   | Assago      | Itálie    | Mediolanum Forum                 |
| 8. dubna 2024   | Paříž       | Francie   | Zénith de Paris                  |

### Koncerty mimo turné
| Datum         | Město | Stát | Místo               |
| ------------- | ----- | ---- | ------------------- |
| 7. října 2023 | Indio | USA  | Power Trip Festival |